# Constructora Nacional de Maquinaria Eléctrica
La Constructora Nacional de Maquinaria Eléctrica (CENEMESA) fue una empresa española que existió entre 1917 y 1978, dedicada a la fabricación de maquinaria eléctrica e industrial. Tuvo sus dos principales factorías en los municipios de Córdoba y Reinosa, siendo a lo largo de su historia uno de los principales fabricantes españoles de maquinaria eléctrica.

## Historia
La CENEMESA fue fundada en 1930, teniendo su sede social en Madrid y un capital de 12 millones de pesetas. En su creación participaron entidades como la Sociedad Española de Construcciones Electromecánicas (SECEM), el Banco de Bilbao, la Sociedad Española de Construcción Naval (SECN), la compañía norteamericana Westinghouse o la francesa Le Materiel Electrique.
La empresa se especializó en la fabricación de motores, transformadores, alternadores, hilos y conductores aislados, dínamos eléctricas, etc. CENEMESA también se acabaría especializando en la fabricación de motores y maquinaria para material ferroviario. En este último campo llegó a trabajar para clientes como el Metro de Madrid, la Compañía de los Caminos de Hierro del Norte de España o RENFE, a las que sumistró automotores y locomotoras. En 1970 la Westinghouse se hizo con la mayor parte de las acciones de CENEMESA, pasando esta a integrarse en el conglomerado de Westinghouse España —lo que significó que dejara de emplearse su histórico nombre—. No obstante, a partir de 1985 volvió a recuperarse la denominación social de CENEMESA. A lo largo de la década de 1980 la empresa atravesó una etapa difícil debido a las crecientes pérdidas económicas. El 1 de julio de 1990 el grupo ABB adquirió CENEMESA, que desapareció como tal.